# Aloys Fleischman
Aloys Fleischman (født 13. april 1910 i München, Tyskland - død 21. juli 1992 i Cork, Irland) var en irsk komponist, professor, lærer, dirigent og musikolog.
Fleischman var født af irsk-baserede tyske forældre. Han studerede musik på Universitetet i Cork, og senere komposition og direktion på Akademiet for Musikkunst i München. Han skrev en symfoni, orkesterværker, kammermusik, balletmusik, korværker, sange etc. Fleischman var professor og lærer i musik på Universitetet i Cork til (1980).

## Udvalgte værker
- Votivsymfoni (1977) - for orkester
- Præludium og dans (1940) - for orkester
- De fire mestre (1944) - for orkester
- Táin (1981) - ballet musik i tre akter
- Messe for fred (1976) - for unisont kor og orkester
- Tre sange (1937) - for høj stemme og klaver eller orkester